# Captain & Tennille

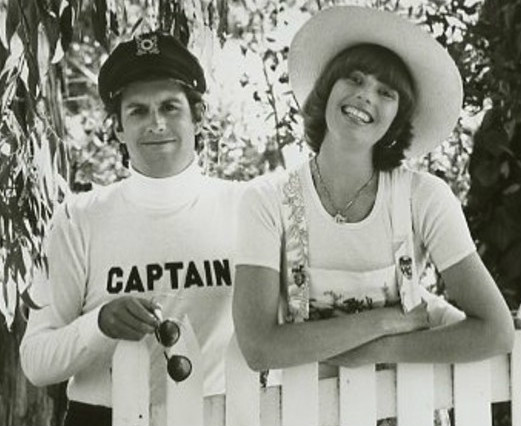
Captain & Tennille in 1976

Captain & Tennille was een Amerikaans popduo, dat vooral in de jaren 1970 en begin jaren 1980 populair was. Captain & Tennille bestond uit het echtpaar Daryl Dragon (Captain 1942-2019) en Toni Tennille (Tennille, geboren 8 mei 1940).

## Loopbaan
Dragon werkte als pianist bij de Beach Boys en Tennille trad op met een zelfgeschreven musical, toen ze elkaar ontmoetten in 1971. Ze gingen samenwonen en tekenden een platencontract. Hun eerste single Love will keep us together, een cover van Neil Sedaka, stond wekenlang op de nummer 1-positie in de Verenigde Staten. Voor dit nummer ontvingen ze een Grammy Award in 1975. Later dat jaar trouwde het stel.
De volgende jaren bracht het duo verschillende platen uit. In 1976 haalden ze in de Verenigde Staten de top-vijf met drie singles: Lonely Night (Angel Face), Muskrat Love en Shop Around, een cover van Smokey Robinson. Hun laatste grote hit was Do That to Me One More Time, een nummer 1 in de Verenigde Staten en hun enige hit in Nederland. Deze plaat bereikte de nummer 1-positie in de Nationale Hitparade. In de Nederlandse Top 40 stond het drie weken op nummer 2 achter Crying van Don McLean.
Tennille was later achtergrondzangeres op de plaat Don't let the sun go down on me van Elton John. Ook speelde ze mee op het album The Wall van Pink Floyd. Ze bracht een aantal soloalbums uit met jazzballads en arrangementen van standards uit de jaren dertig en veertig.
In januari 2014 scheidden Dragon en Tennille na een 39-jarig huwelijk, maar het duo bleef samenwonen. In diverse media werd gesuggereerd dat de scheiding zou zijn voltrokken om de behandelkosten voor de zieke Daryl Dragon te kunnen beperken. Hij leed aan de ziekte van Parkinson. Door de tremors kon hij niet meer pianospelen en niet meer optreden. Dragon overleed op 2 januari 2019.

## NPO Radio 2 Top 2000
| Nummer met noteringen in de NPO Radio 2 Top 2000 | '99  | '00 | '01  |
| ------------------------------------------------ | ---- | --- | ---- |
| Do That to Me One More Time                      | 1556 | -   | 1919 |

1. ↑  Een '-' betekent dat het nummer niet was genoteerd en een vetgedrukt getal geeft de hoogste notering aan.
2. ↑  Deze tabel is bijgewerkt tot en met de laatste editie (2024).